# 蓝峰
蓝峰（法語：Jean-Pierre Lafon，法語發音：[ʒɑ̃ pjɛʁ lafɔ̃]，让-皮埃尔·拉丰；1941年3月2日—），法国外交家，现任国际展览局主席。
蓝峰毕业于巴黎政治学院和法国国家行政学院，1968年起进入外交界。1989年，任法国外交部联合国与国际组织司司长。1994年，任法国驻黎巴嫩大使。1997年，担任法国外交部海外法国人及在法外国人司司长。2002年至2004年间，他来到中国任法国驻华大使。2007年国际展览局第142次全会上，他接替时任中国外交学院院长吴建民当选国际展览局主席。